# Liroetiella antennalis
Liroetiella antennalis es una especie de insecto coleóptero de la familia Chrysomelidae.
Fue descrita científicamente en 1989 por Kimoto.